# OGLE-2005-BLG-390L b
OGLE-2005-BLG-390L b, också benämnd Hoth av NASA, är en exoplanet i bana kring den orangea jättenOGLE-2005-BLG-390L i Skorpionens stjärnbild.
Systemet befinner sig 21 500 ± 3 300 ljusår från jorden, nära Vintergatans centrum och var en av de mest avlägsna exoplaneterna vid upptäckten 2005. Man tror att planeten kretsar runt sin sol på ett avstånd som skulle ligga någonstans mellan Mars och Jupiter. Planeten har en massa av 0,017 MJ eller 5,5 M⊕. Den är den näst mest jordliknande exoplaneten som upptäckts dittills, efter Gliese 581 c, men saknar med stor sannolikhet möjligheter för liv på grund av yttemperaturen som beräknas ligga runt ca -220°C. Kemiska reaktioner är alltför långsamma vid så låga temperaturer. 